# シアエガ
シアエガ（英語: Cyaegha）は、創作神話ジャンルクトゥルフ神話に登場する架空の神性で、旧支配者。

## 概要
緑色の単眼を無数の触手が取り巻いた姿をしている邪神。ドイツ西部、フライハウスガルテンの町外れの「暗黒の丘」の地下にいる。シアエガのカルトは生贄を捧げてシアエガを讃える儀式を行うが、実はこの儀式はシアエガを「封印するための」儀式である。カルトは邪神を束縛して力だけを利用したいと考えている。この場所にはヴァエヤン(英: Vaeyen)と呼ばれる魔物5体の像が設置されているが、これらの石像は五芒星（旧神の印）を描いており、旧神のパワーで邪神シアエガを封じている。
初登場となる『Darkness,My Name Is』では、この神を解放しようとする何者かが主人公で、解放されたシアエガは再び封印される。再封印が成ると、シアエガが出現した痕跡は全て消滅し、主人公によって殺された筈の町民もいつも通りの生活を送っており、主人公だけが死んでおり、事件そのものが無かった事になっている。しかし、この現象に作者は明確な解釈を行わず不条理な形で話を終了させている。

## 登場作品
- 『Darkness,My Name Is』（未訳）エディ・C・バーティン
- 『エンサイクロペディア・クトゥルフ』ダニエル・ハームズ